# 小林竜雄
小林 竜雄（こばやし たつお、1898年3月27日 - 1976年1月17日）は、フランス文学者、早稲田大学名誉教授。
熊本県生まれ。早大仏文科卒。1968年まで早大商学部教授。

## 著書
- 初等フランス文法 第三書房 1948.5

## 翻訳
- ペレアスとメリザンド メエテルリンク 近代劇大系 第10巻 同刊行会 1923
- チヤッテルトン アルフレッド・ドゥ・ヴィニィ 新潮社 1924 (海外文学新選)
- 木菟党 軍事生活場景 バルザツク全集 第9巻 河出書房 1934
- エデイプ ジイド全集 第11巻 金星堂 1934
- コリドン ジイド全集 第15巻 金星堂 1935
- 紀行 第1 高橋新太郎共訳 フロオベエル全集 第7巻 改造社 1936
- ユーゴー人生の書 人生叢書 金星堂 1937
- 遊歩場の楡樹 現代物語第1巻 アナトール・フランス 冨山房百科文庫 1940
- 柳の衣桁 現代物語第2巻 アナトール・フランス 冨山房百科文庫 1940
- ツルゲーネフ伝 アンドレ・モーロア 実業之日本社 1941 (伝記文学全集)
- クロディーヌの家 コレット 大観堂 1941
- 彼女と彼 ジョルジュ・サンド選集 第1巻 大学書林 1948
- えぷためろん マルグリット・ド・ナヴァール 構成社 1948
- さまよえるユダヤ人 ウージェーヌ・シュー 角川文庫（上下） 1951-52 復刊1989
- モーパッサン全集（分担）春陽堂書店 1955-56
- 女の一生 モーパッサン 平凡社 1959（世界名作全集）

| スタブアイコン | サブスタブ | この項目は、まだ閲覧者の調べものの参照としては役立たない、文人（小説家・詩人・歌人・俳人・作詞家・作家・放送作家・随筆家（コラムニスト）・文芸評論家）に関連した書きかけの項目です。この項目を加筆・訂正などしてくださる協力者を求めています（P:文学/PJ:作家）。 |